# Juan Bautista de Aguilar
Juan Bautista de Aguilar fue un teólogo y escritor de España que floreció en el siglo XVI.

## Biografía
Aguilar era natural de Sevilla, del siglo XVI, y se desconoce el año en que vino al mundo y también el año de su defunción. 
Aguilar fue doctor en teología y racionero (prebendado que tenía ración en alguna iglesia, catedral u colegial) de la catedral de su ciudad, y como escritor dedicó una obra de epigramas latinos en la dedicación del obelisco al papa Sixto V (1520-1590), quien amparó  a los jesuitas contra la Inquisición de España, y editó un poema heroico que se compone de 500 versos. Este trabajo lo creó para conmemorar la victoria que el duque de Parma, Alejandro Farnesio, obtuvo contra los sublevados en el sometimiento de la ciudad de Maastricht.
El historiador español Alfonso Chacón (1540-1599), autor de Vitae et res gestae pontificum romanorum... Romae, Typis Vaticanis, 1630, 2 vols., le asigna otra obra en latín cuyo título en español es Diferentes canciones.

## Obras
- Ad sanctissimun D,N.D. Sixtum V. pont. opt. max. Ioannis Baptistae de Aguilar..In dedicationem obelisci vaticani epigrammata, Romae, B. Grasij, 1586.
- Carmen Heroicum
- Diversorum carminum